# Kopiec (Pilsko)
Kopiec (1391 m) – mało wybitny szczyt górski w Grupie Pilska w Beskidzie Żywiecko-Orawskim. Znajduje się w grzbiecie nad Halą Miziową, pomiędzy wierzchołkami Góra Pięciu Kopców (1543 m) i Munczolik (1353 m). Grzbietem tym przebiega granica polsko-słowacka oraz Wielki Europejski Dział Wodny oddzielający zlewiska Morza Bałtyckiego i Morza Czarnego. Kopiec jest też zwornikiem; w północno-wschodnim kierunku opada z niego z początku niewyraźna grzęda, niżej przekształcająca się w grzbiet do Skałki.
Kopiec ma kopulasty wierzchołek, stoki południowe (słowackie) zalesione, północne (polskie) w większości bezleśne. Dawniej był wypasany. Znajdują się w jego otoczeniu aż trzy hale (w pasterskim rozumieniu tego słowa): Hala Cebulowa (stoki północno-wschodnie), Hala Miziowa (stoki północne) i Hala pod Kopcem (stoki północno-zachodnie i zachodnie). Obecnie jednak Kopiec ma największe znaczenie dla narciarzy. Na jego szczycie znajduje się bowiem górna stacja wyciągu narciarskiego z Hali Miziowej. Jest to jeden z wielu wyciągów ośrodka narciarskiego w Korbielowie.
Przez Kopiec i jego północnym grzbietem biegnie granica między miejscowościami Korbielów i Sopotnia Wielka w województwie śląskim, w powiecie żywieckim, w gminie Jeleśnia.